# Bolszoje Oksiłowo
Bolszoje Oksiłowo (ros. Большое Оксилово) – wieś w Rosji, w rejonie nikolskim obwodu wołogodzkiego. W 2010 r. liczyła 32 mieszkańców.